# نيد فور سبيد: هوت برسوت 2
نيد فور سبيد: هوت برسوت 2 (بالإنجليزية: Need for Speed: Hot Pursuit 2)‏ ، هي لعبة فيديو من نوع سباق السيارات، أنتج اللعبة من قبل شركة إلكترونيك آرتس سنة 2002 ، وتعد هذه اللعبة من أقوى إصدارات اللعبة في العقد 2000م، وتتوفر اللعبة خرائط ومكان السباق، والجرافيكس الصورة عالية الجودة، وتتكون اللعبة من نوعين، إما سباق السيارات، أو التعرض للمطاردة من قبل سيارات رجال الشرطة، وأن سيارات الشرطة تبدأ بمطاردة اللاعبين عبر سيارة فورد من نوع كراون فيكتوريا إلى أحدث السيارات الرياضية .

## الأغاني
في مراحل اللعبة وفي القائمة الرئيسية تظهر الأغاني والموسيقى لهذه اللعبة، بحيث تتلائم اللعبة بالواقع .

## وصلات خارجية
- نيد فور سبيد: هوت برسوت 2 على موقع IMDb (الإنجليزية)

من موقع موبي جيمز - تعريف اللعبة